# حکم ارشادی و حکم مولوی
حکم ارشادی و حکم مولوی نوعی دسته‌بندی احکام شرعی در فقه اسلامی است. بر اساس این تقسیم‌بندی احکام شرع به دو بخش تقسیم می‌شوند:
- حکم ارشادی: احکامی که هم مدرک عقل و هم حکم شرع است. در اینجا حکم شرعی حکم مستقلی محسوب نمی‌شود بلکه ارشاد به حکم عقل است. پس کیفر مخالفت با آن کیفر مخالفت با حکم عقل و پاداش اطاعتش پاداش اطاعت حکم عقل است و عقاب و ثواب جداگانه‌ای برای اطاعت یا مخالفت با حکم خدا بر آن مترتب نمی‌گردد. نمونهٔ چنین حکمی احتراز از دروغگویی و امر به راستگویی است. حتی اگر در شرع چنین حکمی نبود عقل آن را حکم می‌کرد.

- حکم مولوی: احکامی که در مورد آن حکم عقلی وجود ندارد. یعنی اگر شرع چنین حکمی نمی‌کرد، عقل نیز بی‌تردید به آن حکم نمی‌کرد. پس چنین حکمی ناشی از ولایت خدا بر آدمیان است و اطاعت آن پاداش و مخالفت آن عقاب دارد. نمونهٔ چنین حکمی دستور به خواندن نماز است. قطعاً اگر چنین حکمی در شرع نبود عقل چنین دستوری نمی‌داد.

## کاربرد در جمهوری اسلامی ایران
در تاریخ جمهوری اسلامی ایران گاه دستورهای ولی فقیه در امور سیاسی، معروف به حکم حکومتی، توسط برخی از سیاست‌مداران و فقها به احکام ارشادی و مولوی تقسیم‌بندی یا تشبیه شده‌اند. به نظر می‌رسد اولین نمونهٔ چنین تقسیم‌بندی‌ای به جلسهٔ رأی اعتماد به نخست‌وزیری میرحسین موسوی در سال ۱۳۶۴ در مجلس سوم باز می‌گردد که در آن احمد آذری قمی در مخالفت با انتخاب موسوی، توصیهٔ روح‌الله خمینی به معرفی میرحسین موسوی توسط رئیس‌جمهور و رأی اعتماد به او توسط مجلس را به احکام ارشادی تشبیه کرد. این اظهارات بازخورد منفی زیادی در جامعه سیاسی ایران در آن دوران داشت. بعدها در دوران ریاست‌جمهوری محمود احمدی‌نژاد نیز علی‌اکبر جوانفکر مشاور احمدی‌نژاد و مدیرعامل ایرنا در تفسیر حکم حکومتی سید علی خامنه‌ای، رهبر ایران، به رئیس‌جمهور در مورد لزوم برکناری اسفندیار رحیم مشایی از معاونت اول ریاست‌جمهوری آن را «ارشادی» معرفی کرد: «مقام معظم رهبری نظر ارشادی  داده بودند نه نظر تکلیفی. وقتی نامه علنی شد، برای آقای رئیس جمهور تکلیف شد.» این اظهارات نیز با انتقاد برخی طرفداران و هم‌پیمانان دیگر محمود احمدی نژاد روبرو شد که آن را توجیهی برای شانه خالی کردن از اجرای دستورهای رهبر تفسیر می‌کردند.